# César Socarraz
César Augusto Socarraz Gutiérrez (* 4. November 1919 in Lima; † 18. Januar 1984 ebenda), auch bekannt unter seinem Spitznamen Pibe Maravilla, war ein peruanischer Fußballspieler. Mit der Nationalmannschaft wurde der Stürmer Südamerikameister 1939.

## Karriere

### Verein
César Socarraz kam 1930 in die Jugendmannschaft von Universitario de Deportes. Im Alter von 17 Jahren wurde der Offensivspieler in die Profimannschaft befördert und gewann mit dem Klub 1939 die peruanische Meisterschaft. Bis 1940 spielte er für die Cremas und wechselte dann zum CSD Colo-Colo nach Chile. In seiner Debütsaison wurde der Peruaner direkt ungeschlagen Meister mit den Albos. In 69 Ligaspielen erzielte Socarraz 33 Tore und musste 1943 den Klub verlassen, da dieser nur noch Chilenen im Kader haben wollte. Socarraz kehrte zu Universitario de Deportes zurück und spielte bis zu seinem Karriereende 1947 noch für Centro Iqueño und Deportivo Municipal.

### Nationalmannschaft
César Socarraz wurde 1939 in den Kader Perus für die Südamerikameisterschaft im eigenen Land berufen, allerdings kam er als noch junger Spieler beim Turnier nicht zum Einsatz. Das Team aus dem Andenstaat gewann das Turnier und wurde überraschend erstmals Südamerikameister. Im Januar 1941 debütierte Socarraz im Freundschaftsspiel gegen Argentinien. Beim Campeonato Sudamericano 1941 bekam er weitere Einsätze und erzielte bei der 1:2-Niederlage gegen Argentinien den zwischenzeitlichen Ausgleichstreffer. Peru konnte seinen Titel nicht verteidigen und wurde mit einem Sieg und drei Niederlagen Turniervierter. Die 0:2-Niederlage gegen Uruguay bei dieser Südamerikameisterschaft war das sechste und zugleich letzte Länderspiel für Socarraz.

## Erfolge
Universitario de Deportes
- Peruanischer Meister: 1939

Colo-Colo
- Chilenischer Meister: 1941

Peru
- Südamerikameister: 1939